# Garret Hobart
Garret Hobart (n. 3 iunie 1844 - d. 21 noiembrie 1899) a fost un politician american, Vicepreședinte al Statelor Unite ale Americii între 1897 și 1899.